# 최영함 코로나19 집단감염
최영함 코로나19 집단감염은 청해부대 파병 중이던 청해부대 36진 최영함 승조원 304명 중 17.8% 인 54명이 코로나19에 감염된 사건이다.

## 개요
최영함은  코로나19 백신 추가 접종을 위해 1월 19일부터 오만 무스카트항에 정박해 있었다.  그러던중  1월 26일 병사1명이 코로나19 증상이 확인돼 신속 PCR 검사장비인 엑스퍼트(Xpert)로 검사한 결과 양성 반응이 나왔다.  이에 오만 현지 병원에 의뢰해 전원에 대한 PCR검사를 진행 하였고  304명중 27명이 코로나19에 확진되  오만 현지  호텔에 격리 시켰다. 추후 계속 확진자가
증가 하였고 2월 1일 5명이 추가 감염되어 누적 감염자 50명을 돌파 하였다.

## 같이 보기
- 대한민국의 코로나19 범유행
- 코로나19 백신
- 소말리아 해역 호송전대